# Огни (Крым)
Огни́ (до 1945 года Бай-Оглу́-Кипча́к; укр. Вогні, крымскотат. Bay Oğlu Qıpçaq, Бай Огълу Къыпчакъ) — село в Раздольненском районе Республики Крым, входит в состав Кукушкинского сельского поселения (согласно административно-территориальному делению Украины — Кукушкинского сельского совета Автономной Республики Крым)

## Население
| 2001 | 2014 |
| ---- | ---- |
| 676  | ↘536 |

Всеукраинская перепись 2001 года показала следующее распределение по носителям языка
| Язык             | Процент |
| ---------------- | ------- |
| русский          | 52,37   |
| украинский       | 38,76   |
| крымскотатарский | 5,92    |
| другие           | 0,74    |

### Динамика численности
| - 1806 год — 185 чел. - 1864 год — 89 чел. - 1889 год — 53 чел. - 1900 год — 81 чел. - 1915 год — 49/9 чел. - 1926 год — 90 чел. | - 1939 год — 134 чел. - 1989 год — 632 чел. - 2001 год — 676 чел. - 2009 год — 630 чел. - 2014 год — 536 чел. |

## Современное состояние
На 2016 год в Огнях числится 8 улиц; на 2009 год, по данным сельсовета, село занимало площадь 80,2 гектара, на которой в 245 дворах проживало 630 человек. В селе действуют сельский клуб, библиотека, православный храм Праведного Иосифа Обручника, Давида Царя и Иакова, Брата Господня. Огни связаны автобусным сообщением с райцентром и соседними населёнными пунктами.

## География
Огни — село на севере района в степном Крыму, в 2,5 км от берега Каркинитского залива Чёрного моря, высота центра села над уровнем моря — 17 м. Ближайшие населённые пункты — Кукушкино в 4,5 км на юг, Славянское в 5,5 км на юго-запад и Чернышёво в 1,5 км на северо-восток. Расстояние до райцентра около 10 километров (по шоссе), ближайшая железнодорожная станция — Красноперекопск (на линии Джанкой — Армянск) — примерно 50 километров. Транспортное сообщение осуществляется по региональным автодорогам 35Н-436 от шоссе Черноморское — Воинка и 35Н-438 Огни — Чернышёво (по украинской классификации — С-0-11116 и С-0-11118).

## История
Первое документальное упоминание села встречается в Камеральном Описании Крыма… 1784 года, судя по которому, в последний период Крымского ханства Бай Оглу Кыпчак входил в Мангытский кадылык Козловскаго каймаканства. После присоединения Крыма к России (8) 19 апреля 1783 года, (8) 19 февраля 1784 года, именным указом Екатерины II сенату, на территории бывшего Крымского ханства была образована Таврическая область и деревня была приписана к Евпаторийскому уезду. После павловских реформ, с 1796 по 1802 год входила в Акмечетский уезд Новороссийской губернии. По новому административному делению, после создания 8 (20) октября 1802 года Таврической губернии, Бай-Оглу-Кипчак был включён в состав Хоротокиятской волости Евпаторийского уезда.
По Ведомости о волостях и селениях, в Евпаторийском уезде с показанием числа дворов и душ… от 19 апреля 1806 года в деревне Бай-Оглу-Кипчак числилось 28 дворов, 171 крымский татарин, 10 цыгана и 4 ясыров. На военно-топографической карте генерал-майора Мухина 1817 года деревня Баилы кипчак обозначена с 16 дворами. После реформы волостного деления 1829 года Балды Кипчак, согласно «Ведомости о казённых волостях Таврической губернии 1829 года» отнесли к Аксакал-Меркитской волости (переименованной из Хоротокиятской). На карте 1836 года в деревне 45 дворов, как и на карте 1842 года деревня обозначена с 45 дворами.
В 1860-х годах, после земской реформы Александра II, деревню приписали к Биюк-Асской волости. Согласно «Памятной книжке Таврической губернии за 1867 год», деревня Байлы-Кипчак была покинута жителями, вследствие эмиграции крымских татар, особенно массовой после Крымской войны 1853—1856 годов, в Турцию и вновь заселена татарами. В «Списке населённых мест Таврической губернии по сведениям 1864 года», составленном по результатам VIII ревизии 1864 года, Бай-Оглу-Кипчак — владельческая татарская деревня, с 13 дворами, 89 жителями и мечетью при колодцах. По обследованиям профессора А. Н. Козловского 1867 года, вода в колодцах деревни была пресная, а их глубина дсоставляла 3—5 саженей (6—10 м). На трехверстовой карте Шуберта 1865—1876 года в деревне Бай-оглу-Кипчак обозначено 7 дворов. В «Памятной книге Таврической губернии 1889 года», по результатам Х ревизии 1887 года, в деревне Байли-Кипчак числилось 9 дворов и 53 жителя.
Земская реформа 1890-х годов в Евпаторийском уезде прошла после 1892 года, в результате Бай-Оглу-Кипчак приписали к Коджанбакской волости.
По «…Памятной книжке Таврической губернии на 1900 год» в деревне числился 81 житель в 14 дворах. Видимо, в начале XX века население деревни сменилось на немецкое, поскольку По Статистическому справочнику Таврической губернии. Ч.II-я. Статистический очерк, выпуск пятый Евпаторийский уезд, 1915 год, в имении Бай-Оглу-Кипчак (наследников Ф. А. Майера) Коджамбакской волости Евпаторийского уезда числилось 6 дворов с немецким населением в количестве 49 человек приписных жителей и 9 — «посторонних».
После установления в Крыму Советской власти, по постановлению Крымревкома от 8 января 1921 года № 206 «Об изменении административных границ» была упразднена волостная система и в составе Евпаторийского уезда был образован Бакальский район, в который включили село, а в 1922 году уезды получили название округов. 11 октября 1923 года, согласно постановлению ВЦИК, в административное деление Крымской АССР были внесены изменения, в результате которых округа были отменены, Бакальский район упразднён и село вошло в состав Евпаторийского района. Согласно Списку населённых пунктов Крымской АССР по Всесоюзной переписи 17 декабря 1926 года, в селе Бай-Оглу-Кипчак, Ак-Шеихского сельсовета Евпаторийского района, числилось 20 дворов, все крестьянские, население составляло 90 человек, из них 56 татар, 27 русских, 7 немцев. Постановлением ВЦИК РСФСР от 30 октября 1930 года был создан Ишуньский район, уже как национальный (лишённый статуса национального постановлением Оргбюро ЦК КПСС от 20 февраля 1939 года) украинский и село включили в его состав, а после создания в 1935 году Ак-Шеихского района (переименованного в 1944 году в Раздольненский) Бай-Оглу-Кипчак включили в его состав. Видимо, тогда же село определили центром сельсовета, что зафиксированно в справочнике на 1940 год. По данным всесоюзной переписи населения 1939 года в селе проживало 134 человека. Вскоре после начала Великой Отечественной войны, 18 августа 1941 года крымские немцы были выселены, сначала в Ставропольский край, а затем в Сибирь и северный Казахстан.
Указом Президиума Верховного Совета РСФСР от 21 августа 1945 года Бай-Оглу-Кипчак был переименован в Огни и Бай-Оглу-Кипчакский сельсовет — в Огневский. С 25 июня 1946 года Огни в составе Крымской области РСФСР, а 26 апреля 1954 года Крымская область была передана из состава РСФСР в состав УССР. Время упразднения сельсовета и в Славянский пока не установлено: на 15 июня 1960 года село уже числилось в его составе.
Указом Президиума Верховного Совета УССР «Об укрупнении сельских районов Крымской области», от 30 декабря 1962 года Раздольненский район был упразднён и село присоединили к Черноморскому. 1 января 1965 года, указом Президиума ВС УССР «О внесении изменений в административное районирование УССР — по Крымской области», вновь включили в состав Раздольненского. В 1988 году Огни включены в Кукушкинский сельсовет. По данным переписи 1989 года в селе проживало 632 человека. С 12 февраля 1991 года село в восстановленной Крымской АССР, 26 февраля 1992 года переименованной в Автономную Республику Крым. С 21 марта 2014 года в составе Крыма аннексировано Россией.